# Östra Skånes Konstnärsgille

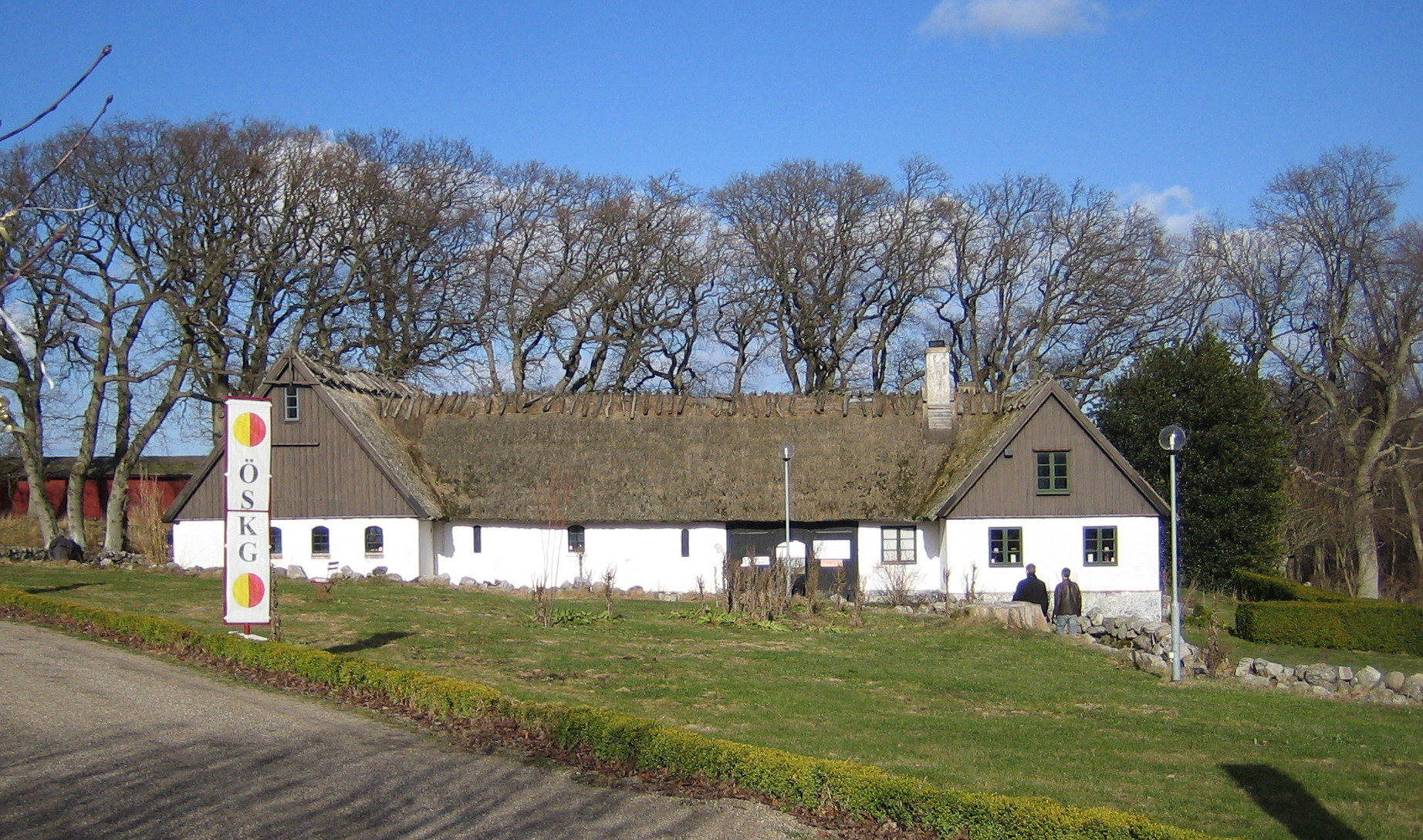
Tjörnedalagården i Baskemölla

Östra Skånes Konstnärsgille är en svensk konstnärsförening.
Östra Skånes Konstnärsgille har sitt ursprung i ett öppethus-evenemang pingstveckan 1968, i vilket ett tiotal lokala konstnärer deltog, och som senare fortsatt i den årliga påskrundan. Initiativet till föreningen togs 1974 av Bengt Fredriksson, som också var ordförande 1974-82.
Östra Skånes Konstnärsgilles syfte är att tillvarata medlemmarnas konstnärliga intressen, värna om kulturlivet samt anordna en gemensam årlig konstvecka under påskveckan. Vid detta evenemang öppnar ett antal konstnärer sina ateljéer för allmänheten. 
På Tjörnedala konsthall på Tjörnedalagården i Baskemölla anordnas samlingsutställningar med verk av medlemmarna.
Föreningen har omkring 150 medlemmar.